# Acanthophis antarcticus
Acanthophis antarcticus là một loài rắn trong họ Rắn hổ. Loài này được Shaw mô tả khoa học đầu tiên năm 1794.

## Hình ảnh

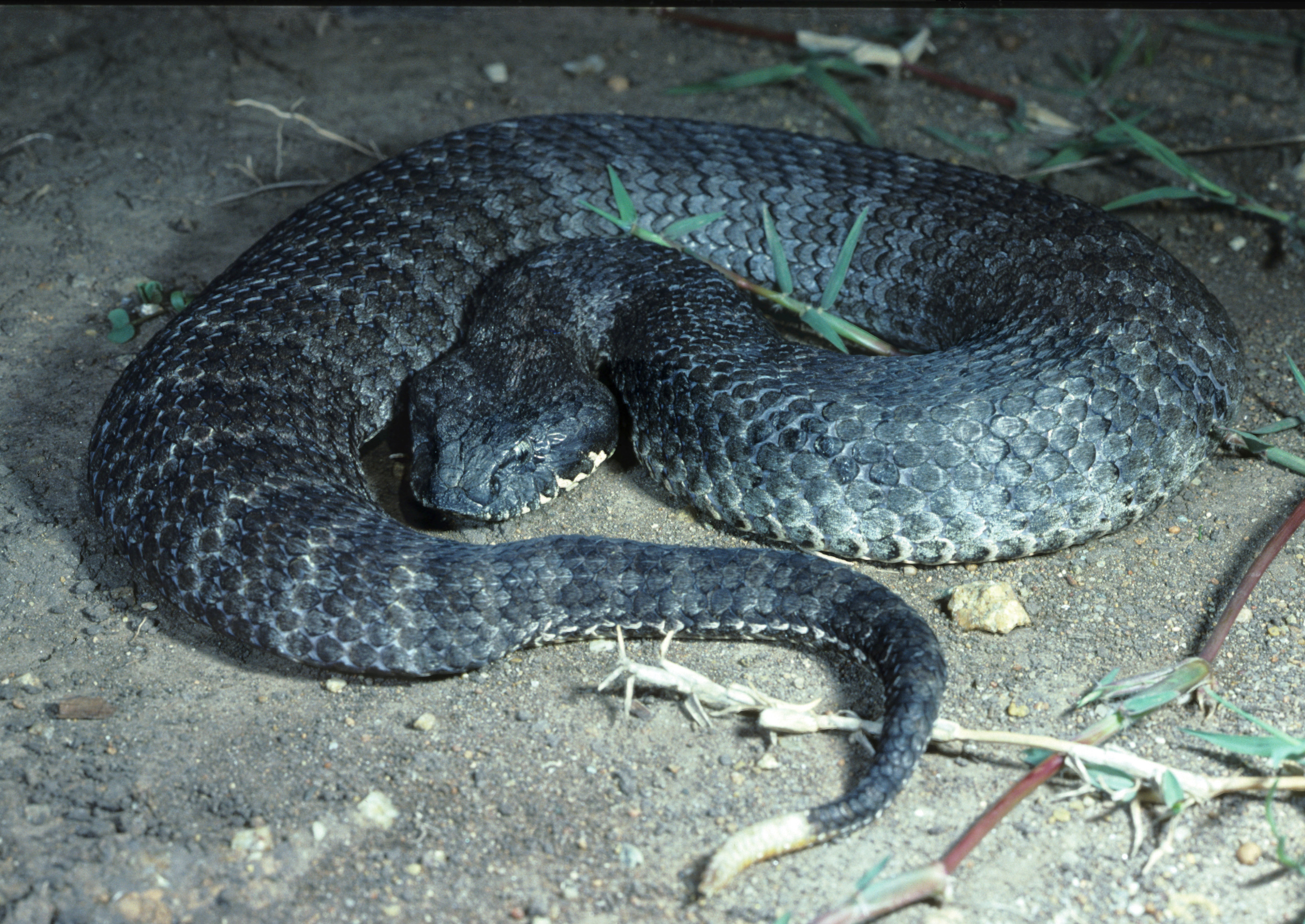
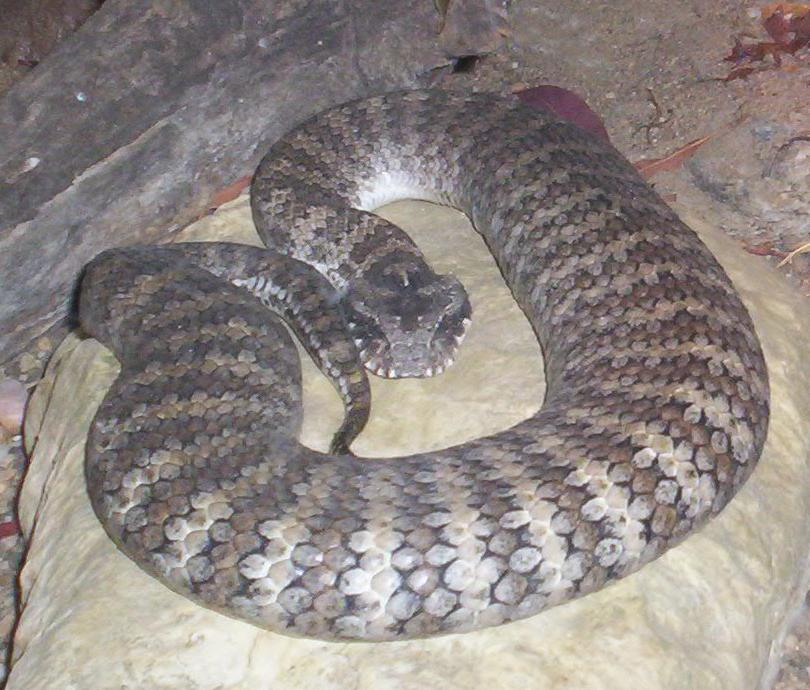
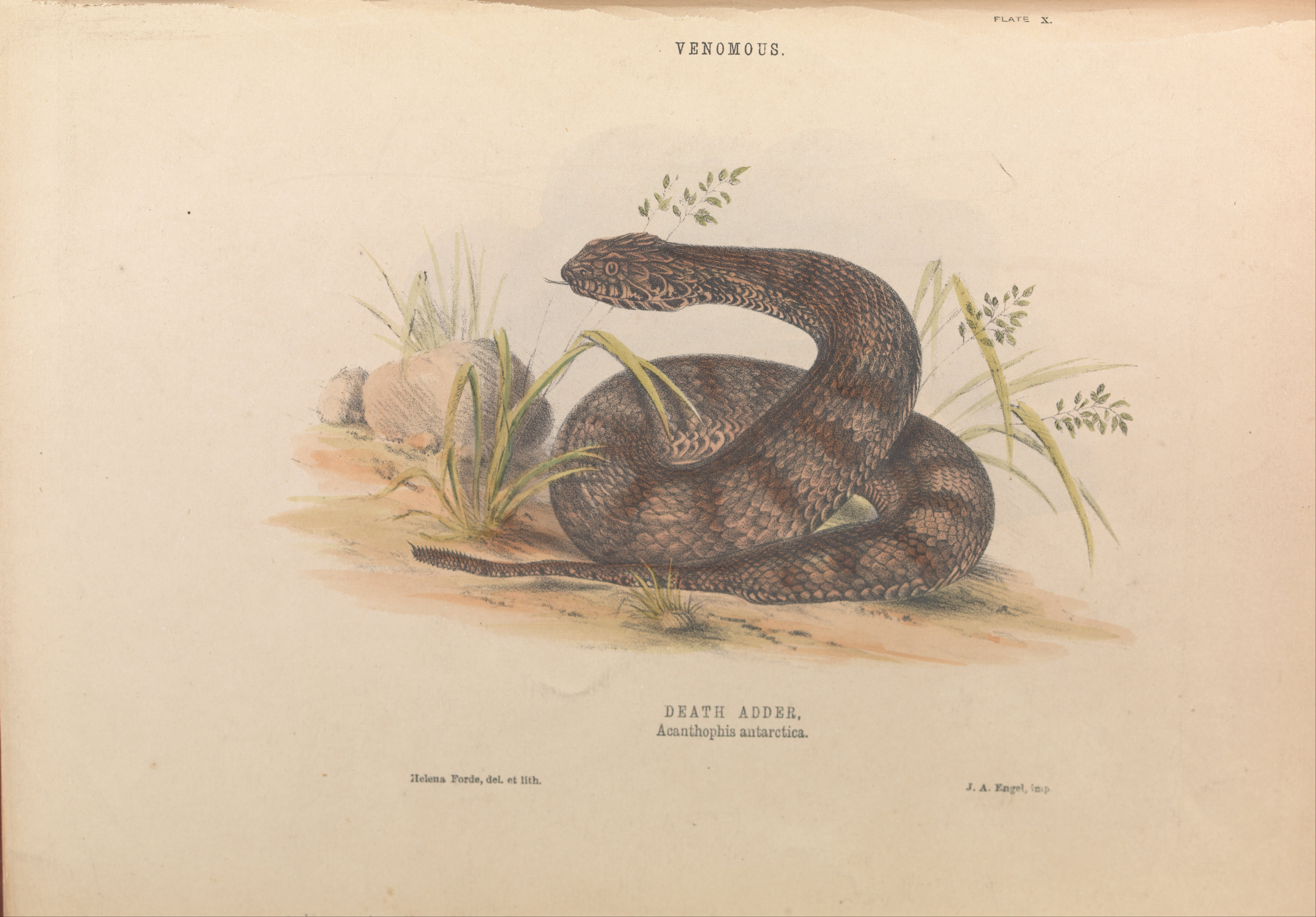